# Wadi al Hayaat
Wadi al Hayaat (en arabe : وادي الحياة) est une des 22 chabiyat de Libye. 
Sa capitale est Awbari. 